# André Dufraisse (homme politique)
Pour les articles homonymes, voir André Dufraisse.
André Dufraisse, né le 8 août 1918 à Dole (Jura) et mort le 8 mars 1994 à Chatou (Yvelines), est un homme politique français.  
Membre du Parti communiste français (PCF) et de la Confédération générale du travail (CGT), il rejoint le Parti populaire français (PPF) de Jacques Doriot en 1936 puis s'engage sur le front de l'Est au sein de la Légion des volontaires français contre le bolchevisme (LVF). Après la guerre, il rejoint l'Union de défense des commerçants et artisans (UDCA) de Pierre Poujade puis s'engage pour l'Algérie française avec Jean-Marie Le Pen. En 1972, il rejoint le Front national (FN) dont il reste membre jusqu'à sa mort en 1994.  

## Biographie
Ouvrier, il a commencé par militer à la CGT en 1931, dont il fut secrétaire adjoint de Nice. Il démissionne de la CGT en 1936.
Il fut membre du Parti populaire français (PPF) de Jacques Doriot et de la Légion des volontaires français (LVF). Son engagement sur le front de l'Est sous l'uniforme allemand lui vaut le surnom de « Tonton Panzer ».
En 1956, il fut le secrétaire général du mouvement de jeunesse de l'UDCA de Pierre Poujade, présidé à l'époque par Jean-Marie Le Pen. Il rejoint par la suite le Front national des combattants en 1958, puis le Front national de l’Algérie française en 1960. Pour son militantisme dans ce dernier mouvement, il fut incarcéré en 1961, puis en 1962 à la Prison de la Santé.
En 1972, il est l'un des premiers membres du bureau politique du Front national aux côtés de son épouse Martine Lehideux (ancienne vice-présidente du FN). En 1983, Jean-Marie Le Pen le nomme secrétaire de la Fédération de Paris (FN).
Aux obsèques d'André Dufraisse le 10 mars 1994, Jean-Marie Le Pen rend hommage à ce confrère avec qui il avait milité depuis 1956 en prononçant un bref discours sur le parvis de l'église Saint-Nicolas-du-Chardonnet.